# Oberea depressa
Oberea depressa là một loài bọ cánh cứng trong họ Cerambycidae.